# Gustaf Adolf De la Gardie
Gustaf Adolf De la Gardie, även Gustaf Adolph, född 10 december 1647 i Stockholm, död 5 mars 1695 på Värnanäs, Kalmar län, var en svensk greve och riksråd.

## Biografi
De la Gardie, som var son till Magnus Gabriel De la Gardie och Maria Eufrosyne av Pfalz, studerade först i Uppsala och begav sig 1667 på en längre utrikes resa, varunder han uppvaktade drottning Kristina först i Hamburg och senare i Rom.
Han utsågs 1673 till riksråd med säte i kansliet, 1682 till president i Svea hovrätt och 1687 därjämte till kansler för Åbo universitet. År 1688 förordnades han till ordförande i en kommission, som skulle undersöka stridigheterna mellan Wismarska tribunalet och regeringarna i Bremen och Pommern.
Han utnämndes 1692 till president i Pommerska reduktionskommissionen och blev mycket populär i Pommern. Trots att han var svårt sjuk, så arbetade han oavbrutet. 1694 återvände han till Sverige.
Förhållandet mellan De la Gardie och kusinen konung Karl XI, vilken genom reduktionen störtat hans släkt från höjden av makt och rikedom till närmast elände, var inte alltid det bästa. Men undersåtens duglighet värderades dock alltid av kungen. De la Gardie var ingen vän av enväldet och läran om kungadömets gudomliga ursprung. "Om de tro konungadömet vara af Gud immediate..., så står deras majestas på svaga fötter", skrev han 1691, "ty all öfverhet är af Gudi, och således borgmästaren i Amsterdam".
Han blev alltmer nedsatt av sjukdom och avled på Värnanäs sätesgård endast 47 år gammal.